# Tu devi ritornare da me/Voglio essere il tuo uomo
Tu devi ritornare da me/Voglio essere il tuo uomo è il primo singolo dei Delfini, pubblicato in Italia nel 1965 dalla CDB.

## Tracce
1. Tu devi ritornare da me (Cover di Tell Me (You're Coming Back)) – 3:11 (testo: Polignone – musica: Mick Jagger, Keith Richards)
2. Voglio essere il tuo uomo (Cover di I Wanna Be Your Man) – 2:44 (John Lennon, Paul McCartney)

Durata totale: 5:55

## Formazione
- Franco Capovilla: chitarra;
- Renzo Levi Minzi: voce, basso;
- Sergio Magri: chitarra, sax;
- Mario Pace: batteria.